# Музей монументальної пропаганди СРСР
Музей монументальної пропаганди СРСР — майбутній музей, який планували створити в рамках декомунізації в Україні.

## Історія та опис
Тут планується зберігати ті витвори пропаганди СРСР, які мають художню цінність, або важливі для загального осмислення впливу цієї пропаганди.
Ще український музей ленінопаду мусить зробити додатковий внесок навіть у низці європейських аналогів: продемонструвати, як пропаганда тоталітарного минулого має силу впливати на демократичне сьогодення.
Київський пам'ятник Щорсу стане першим експонатом музею монументальної пропаганди. Передбачається, що музей може отримати статус національного.

## Схожі музеї
Парк радянського періоду діє в Путивлі Сумської області від 2019 року.
Діє Музей пам'ятників соцреалізму в етнокомплексі «Фрумушика-Нова», Одеська область.